# 아트레베테 아 소냐르
《아트레베테 아 소냐르》(스페인어: Atrévete a soñar)은 2009년 방영된 멕시코의 텔레노벨라이다.